# Carmen Laforet
Carmen Laforet (6. září 1921 – 28. února 2004) byla španělská prozaička.
Narodila se v Barceloně v rodině architekta. V jejích dvou letech se rodina přestěhovala do města Las Palmas na ostrově Gran Canaria (Kanárské ostrovy). Po skončení občanské války se Carmen do Barcelony vrátila, aby zde na univerzitě studovala filozofii a práva. Od roku 1942 ve studiích pokračovala v Madridu, kde se seznámila se svým manželem.
V 23 letech získala Premio Nadal (velmi významné ocenění za španělskou literaturu) za svou knihu s názvem Nada, která měla velký úspěch. V jednom roce byla publikována 3 různá vydání. Laforet později pokračovala ve své výpravné próze a vydala několik novel.
Carmen Laforet byla nemocná a poslední roky svého života strávila v odcizení. Do poslední chvíle bojovala se zákeřným alzheimerem. Zemřela 29. února 2004 v Madridu.

## Dílo
Do povědomí čtenářů vešla svým prvním románem Nic (Nicota; Nada). Carmen Laforet nejprve sepsala převyprávění jednoho roku života mladé dívky Andrey. Nakladatelství Destino v Barceloně v té době pořádalo soutěž o původní román k uctění památky předčasně zemřelého barcelonského spisovatele a novináře Eugenia Nadala. Po naléhání přátel do nakladatelství příběh poslala.
Soutěže se účastnilo 25 děl. Carmen zvítězila a takřka přes noc se stala slavnou. Do konce roku 1945 vyšel román třikrát a všechna vydání byla ihned rozebrána. Jako motto knihy si autorka vybrala úryvek z Jimenézovy stejnojmenné básně (Nic). Vznikly také dvě filmové verze.
Po velkém ohlasu prvního díla celé Španělsko napjatě očekávalo další dílo. V roce 1952 se vdala a stala se matkou několika dětí, vyšel román Ostrov a démoni (La isla y los demonios). Tento román je inspirován jejím dětstvím a dospíváním na Kanárských ostrovech. Literární vědci tvrdí, že tento román je méně spontánní, ale jinak o nic horší než prvotina Nic. Ovšem tuto knihu ani nijak nepřekonal.

### Další díla
- kniha povídek Výzva (La llamada; 1954)
- román Nová žena (La mujer nueva; 1956)
- román Oslnění (La insolación; 1963)
- kniha Dívka a jiné povídky (La niňa y otros cuentos; 1970)